# Umm Kulthum
Umm Kulthum (em árabe: أم كلثوم, nascida  فاطمة إبراهيم السيد البلتاجي  , Fatima Ibrahim as-Sayyid al-Biltaji; árabe egípcio: Om Kalsoum; grafias incluem Om Koultoum, Om Kalthoum, Oumme Kalsoum e Umm Kolthoum; El Senbellawein, 31 de dezembro de 1898 — Cairo, 3 de fevereiro de 1975) foi uma cantora, compositora e atriz egípcia. Nascida na aldeia Tamay ez Zahayra, pertencente a El Senbellawein, é conhecida como a Estrela do Oriente ou Estrela do Este (kawkab el-sharq). Mais de três décadas após sua morte, ainda é reconhecida como uma das cantoras mais famosas e ilustres da história da música árabe do século XX. Umm Kulthum também atuou esporadicamente no cinema.

## Biografia
Umm Kulthum nasceu com o nome Fatima Ibrahim al-Biltaji na aldeia de Tamay ez-Zahayra em El Senbellawein, província de Dakahlia, na região do Delta, perto do Mar Mediterrâneo, numa família pobre. Sua data de nascimento não é confirmada como o registo de nascimento e não é considerada em todo o mundo árabe. O Ministério da Informação do Egito parece ter considerado ou 31 de dezembro de 1898 ou 31 de dezembro de 1904. Provavelmente ela nasceu entre essas duas datas. O seu pai, al-Shaykh Ibrahim al-Sayyid al-Baltajil, era um imã local que chamava os crentes à oração e recitava o Alcorão em ocasiões festivas, como casamentos ou os Muludes (celebrações das datas de nascimento de figuras do islão, como do profeta Maomé). A mãe de Umm Kulthum, Fatmah al-Maliji, era doméstica. Umm Kulthum tinha mais irmãos e viviam em uma pequena casa de tijolos.
Em tenra idade, ela mostrou excepcional talento para cantar. Seu pai, um imame, ensinou-lhe a recitar o Alcorão e ela disse ter memorizado o livro inteiro. Quando tinha 12 anos, seu pai a disfarçou como um menino e ela entrou em uma pequena companhia de artistas de recitação que ele dirigia. Aos 16 anos, chamou a atenção de Abol Ela Mohamed, um cantor modestamente famoso, que lhe ensinou o velho repertório clássico. Poucos anos depois, ela conheceu o famoso compositor e tocador de oud Zakariyya Ahmad, que a convidou para vir ao Cairo. Embora tenha feito várias visitas ao Cairo no início de 1920, ela esperou até 1923 até se mudar permanentemente para lá. Foi convidada em várias ocasiões para a casa de Amin Beh Al Mahdy, que lhe ensinou a tocar o oud (alaúde). Desenvolveu uma relação muito estreita com Rawheya Al Mahdi, filha de Amin, e se tornou sua melhor amiga. Kulthum inclusive compareceu ao casamento da filha de Rawheya, embora sempre tentasse evitar aparições públicas.

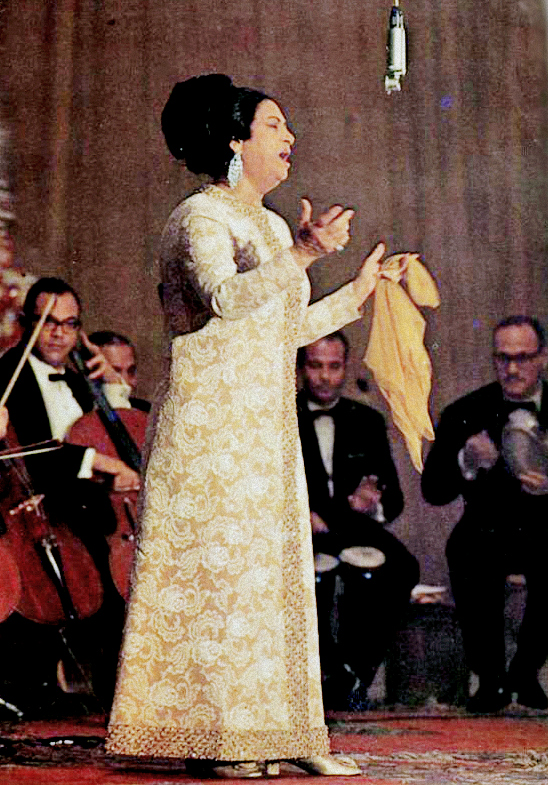
Umm Kulthum com o famosíssimo lenço, "companheiro" de todos os shows.

A família se mudou para o Cairo no ano de 1923. Na cidade do Cairo, Umm Kulthum e a sua família foram vistos como antiquados e campónios. Numa tentativa de aperfeiçoar o talento da filha, o pai contratou vários professores de música. Dado que na época não era bem-vistas as carreiras artísticas, o pai de Kulthum continuou a acompanhá-la, embora em finais da década de vinte Umm Kulthum tenha-se tornado uma mulher independente, que escolhia os compositores com os quais trabalhava.
Amin Al Mahdi apresentou-a ao meio cultural no Cairo. Na capital, evitou cuidadosamente sucumbir às atrações do estilo de vida boêmio e de fato por toda a sua vida destacou seu orgulho de suas origens humildes e a adoção de valores conservadores. Também manteve uma imagem pública bem gerida, que sem dúvida contribuiu para o seu fascínio.
Neste ponto da sua carreira, foi apresentada ao famoso poeta Ahmed Rami, que lhe ensinou poesia e literatura árabe, Rami também escreveu 137 canções para ela. Rami também a introduziu na literatura francesa, que ele admirava desde seus estudos na Sorbonne, Paris, e mais tarde se tornou seu principal mentor na literatura árabe e análise literária. Além disso, foi apresentada ao renomado compositor e grande conhecedor de oud, Mohamed El Qasabgi. El Qasabgi introduziu Umm Kulthum ao Palácio do Teatro Árabe, onde ela iria experimentar seu primeiro grande sucesso público. Em 1932, sua fama aumentou a tal ponto que deu início uma grande turnê pelo Oriente Médio, excursionando em cidades como Damasco, Bagdá, Beirute e Trípoli.

## Fama
A consolidação de Umm Kulthum como a mais famosa e popular cantora árabe foi impulsionada por vários fatores. Durante os anos iniciais de sua carreira, enfrentou a concorrência leal de dois cantores de destaque: Mounira El-Mahdiya e Fathiyya Ahmad, que tinham vozes igualmente belas e poderosas. No entanto, Mounira tinha pouco controle sobre sua voz e a Fathiyya faltava o impacto emotivo vocal que a voz de Umm Kulthum tinha. A presença de todas essas habilidades vocais que a caracterizavam atraíram os mais famosos compositores, músicos e letristas para trabalhar com Umm Kulthum. Em meados da década de 1920, Mohammad el Qasabgi, que era o tocador de oud de maior técnica e um dos mais talentosos compositores árabes do século XX ainda subestimados, formou sua pequena orquestra (takht), composta pelos instrumentistas da mais alta técnica. O trabalho de Mohammad el Qasabgi se caracterizava pela introdução na música egípcia de instrumentos musicais da Europa, como o violoncelo. Além disso, ao contrário da maioria dos artistas que lhe eram contemporâneos, que realizavam concertos privados, as performances de Umm Kulthum eram abertas ao público em geral, o que contribuiu para a sua transição da música clássica e muitas vezes elitista para a música popular árabe. Em 1934, Umm Kulthum devia ser a cantora mais famosa do Egito para ser escolhida como a artista a inaugurar a Rádio Cairo com sua voz em 31 de maio. Durante a segunda metade da década de 1930, duas iniciativas que iriam selar o destino de Umm Kulthum como a mais popular e famosa cantora árabe: suas aparições em musicais e a transmissão ao vivo de seus shows realizados na primeira quinta-feira de cada mês, nessa época as famílias se reuniam para ouvir várias horas da música de Umm Kulthum.
Na década de trinta Umm Kulthum começou a gravar discos e em 1935 ocorreu a sua estreia no mundo do cinema, com a longa-metragem Wedad. Este foi o primeiro de seis filmes que contaram com a participação da artista. As canções interpretadas pela artista eram de natureza religiosa e popular. Em 1937 estrelou no filme Nashid al-Amal, fez presença no filme Nashid al-Amal, também fez parte do elenco do filme Dananir que foi lançado em 1940, dois anos após fez parte do filme Aydah, o penúltimo filme ao qual participou, Salamah, foi lançado em 1945, seu último filme se chamou Fatmah e foi lançado em 1947.
Sua influência foi crescendo e expandindo para além da cena artística: a família real reinante teria pedido concertos privados e até mesmo assistir suas apresentações públicas. Em 1944, o rei Farouk I do Egito condecorou-a com o seu mais alto nível de ordem (Nishan el Kamal), uma condecoração reservada exclusivamente aos membros da família real e aos políticos. Apesar deste reconhecimento, a família real foi duramente contra seu potencial casamento com o tio do rei, uma rejeição que feriu profundamente seu orgulho e levou-a a afastar-se da família real e abraçar causas populares, tais como a sua resposta ao pedido de grande quantidade de egípcios presos em Falujah em 1948 durante o conflito árabe-israelense para cantar uma música em particular. Entre os militares presos estavam figuras que liderariam a revolução sem derramamento de sangue de 23 de julho de 1952, com destaque para Gamal Abdel Nasser, que era um grande fã de Umm Kulthum e que mais tarde se tornaria o presidente do Egito.

## Doença e morte
A saúde de Umm Kulthum começou a deteriorar-se a partir de 1971. Em Março problemas com a vesícula biliar levaram ao cancelamento de espectáculos. Meses depois, uma infecção no fígado levou igualmente ao cancelamento dos espectáculos marcados para Março e Abril de 1972. O último concerto de Umm Kulthum foi em Dezembro de 1972.
Nos anos de 1973 e 1974 a cantora visitou vários países da Europa e os Estados Unidos da América com o objectivo de procurar tratamento para os seus problemas no fígado.
Em Janeiro de 1975 agravaram-se as suas complicações no fígado e cantora seria hospitalizada no Cairo, contra a sua vontade. Umm Kulthum faleceu a 3 de Fevereiro de 1975, vítima de um ataque cardíaco. O funeral foi marcado para a mesquita Umar Makram no Cairo, local conhecido por nele decorrerem os funerais de altas personalidades egípcias. Contudo, o funeral teve que ser adiado dois dias, devido à chegada ao Egipto de numerosos fãs da cantora vindos do mundo árabe, apesar deste adiamento ir contra as práticas funerárias muçulmanas que recomendam o enterramento o mais rapidamente possível.
Mesmo com sua morte, sua voz e sua imagem icônica no palco, segurando um lenço na mão, continua sendo um dos grandes símbolos da cultura árabe moderna.